# Volker Luft
Volker Luft (* 1964 in Loffenau)  ist ein deutscher Komponist und Gitarrist.

## Komponist
Luft komponiert tonale Musik für Kammerorchester, Schlagwerk und Gitarre Solo, sowie Kammermusik für Gitarre, Cello, Mandoline, Flöte, Geige, Streichquartett, Orgel, Chorwerke, und Musikhörspiele.
Kompositionen, Gitarrenschulen und Bearbeitungen von Luft wurden veröffentlicht von den Verlagen Mel Bay /USA, Hofmeister Verlag / Leipzig, Schell Music / Hamburg, Edition Margaux / Berlin, Zimmermann Verlag / Frankfurt, Verlag Neue Musik, Berlin, Acoustic Music Book, /Wilhelmshaven, Notafina – Schott Music / Mainz.

## Gitarrist
Als Gitarrist spielt Volker Luft seit 1983 Konzerte, Tourneen, Fernseh- und Radioauftritte mit verschiedenen Musikgruppen und Künstlern. Seine stilistische Bandbreite reicht von Klassik, Flamenco, Fingerpicking, Jazz, Folk, Blues, Rockmusik, und Neue Musik.

## Auszeichnungen
- 1989: Kompositionspreisträger des badischen Jazz- und Rockpreises.

## Tonträger
Kompositionen von Volker Luft wurden als Schallplatten und CD-Aufnahmen international veröffentlicht. Die Solo-CD „Sommerelegie“ wurde Leser-CD des Monats der Fachzeitschrift Gitarre & Bass, ebenso die CD „Tönereich“ von Luft & Saußele bei der Fachzeitschrift Akustik Gitarre. Die beiden Musikhörspiele „Es begab sich aber…“ und „Genesis“ werden im Religionsunterricht an öffentlichen Schulen in Deutschland eingesetzt.